# Weltmeister im Schnellschach

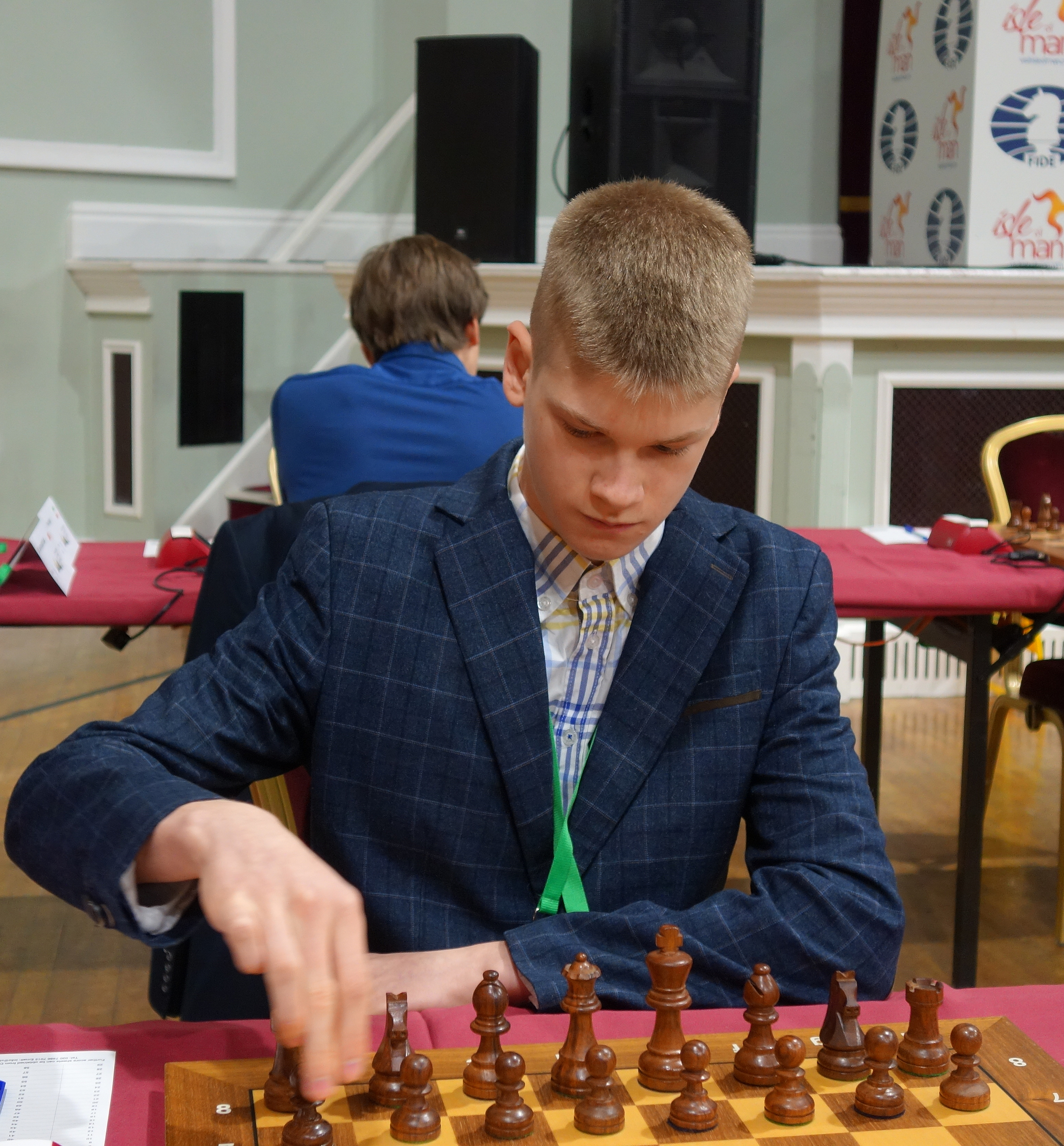
Wolodar Mursin, aktueller Weltmeister im Schnellschach

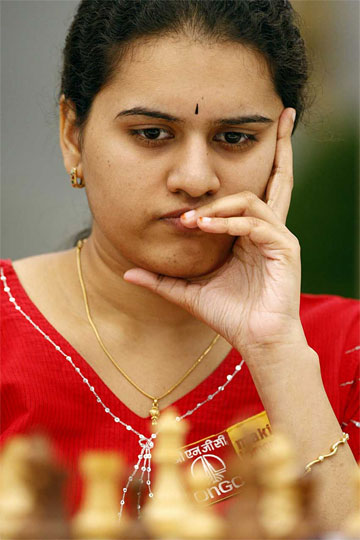
Weltmeisterin im Schnellschach 2024, K. Humpy

Der Weltmeister im Schnellschach wird seit dem Jahr 2012 alljährlich vom Weltschachbund FIDE in gemeinsam organisierten Turnieren zusammen mit dem Weltmeister im Blitzschach ermittelt, wobei es 2003 bereits zu einer einzelnen Austragung der FIDE-Schnellschach-Weltmeisterschaft kam. Amtierender Weltmeister ist seit seinem Turniersieg vom 28. Dezember 2024 Wolodar Mursin. Vor 2012 gab es verschiedene Vorläuferveranstaltungen der Schnellschach-Weltmeisterschaften, die außerhalb der FIDE organisiert waren. Zu nennen ist hier insbesondere die Veranstaltung Chess Classic (1996–2010) und ihr elfmaliger Schnellschach-Sieger Viswanathan Anand.
Neben der offenen Weltmeisterschaft wird auch ein Turnier exklusiv für Frauen gespielt. Aktuelle Weltmeisterin im Schnellschach ist seit 2024 K. Humpy.

## Übersicht
Der Weltschachbund FIDE hat 1987 auf dem Kongress von Sevilla die Austragung von Welt- und Europameisterschaften im Schnellschach empfohlen und entsprechende Turnierregeln erlassen.
Das erste als Weltmeisterschaft im Schnellschach bezeichnete Turnier fand 1988 in Mexiko statt und wurde von Anatoli Karpow gewonnen. Im Jahre 2003 wurde in Cap d’Agde (Frankreich) die erste und bis 2012 einzige von der FIDE anerkannte Schnellschach-Weltmeisterschaft ausgespielt. Sie wurde von Viswanathan Anand gewonnen.
Schon ab 1996 richtete der deutsche Verein Chess Tigers im Rahmen der Veranstaltung Chess Classic (zunächst „Frankfurt Chess Classic“, dann „Chess Classic Mainz“) jährlich ein Schnellschach-Turnier aus, dessen Sieger, Alexei Schirow (1996), Viswanathan Anand (1997, 1998, von 2000 bis einschließlich 2008 jedes Jahr, insgesamt elfmal), Garri Kasparow (1999), Lewon Aronjan (2009) und Gata Kamsky (2010), heute als inoffizielle Schnellschach-Weltmeister gelten. Ab 2005 wurde dieses Turnier vom Finanzunternehmen Grenkeleasing gesponsert und ab 2006 auch öffentlich als Schnellschach-Weltmeisterschaft betitelt. 2010 wurde die letzte Schnellschachweltmeisterschaft der Chess-Classic-Turnierserie ausgerichtet.
Ab dem Jahr 2012 organisiert die FIDE wieder die Ausrichtung der Schnellschach-Weltmeisterschaften, und zwar zusammen mit der Blitzschach-Weltmeisterschaft. 2012 gewann Sergei Karjakin und 2013 Şəhriyar Məmmədyarov.
Zu Beginn der 90er Jahre wurden ebenfalls Schnellschachturniere von Weltbedeutung organisiert. Dazu zählt die Trophée Immopar, die 1991 von Jan Timman und 1992 von Garri Kasparow gewonnen wurde, sowie insbesondere der Intel-Grand-Prix der Professional Chess Association, eine Schnellschach-Turnierserie, in der Wladimir Kramnik 1994 und Garri Kasparow 1995 als Gesamtsieger hervorgingen.

## Geschichte der prestigeträchtigen Weltturniere und Weltmeisterschaften im Schnellschach

### Der Schaukampf Kasparow gegen Short
1987 fand im „Hippodrom“, dem größten Londoner Discoclub, ein Schnellschach-Schaukampf zwischen Garri Kasparow und Nigel Short statt. Kasparow gewann 4:2. Die sechs Partien wurden von einer Fernsehgesellschaft ausgestrahlt. Dadurch wuchs das Interesse an Schnellschach, so dass die FIDE noch im gleichen Jahr auf dem Kongress von Sevilla die Austragung von Europa- und Weltmeisterschaften im Schnellschach empfahl und entsprechende Turnierregeln erließ.

### Die erste Schnellschach-Weltmeisterschaft in Mazatlán 1988
An der „Aktivschach“-Weltmeisterschaft in Mazatlán (Mexiko) im Dezember 1988 nahmen 61 Spieler teil. Gespielt wurden zunächst 13 Runden im Schweizer System. Die acht Bestplatzierten sollten dann den Sieger im K.-o.-System ermitteln. Das Finale erreichten Anatoli Karpow und Viktor Gavrikov. Es endete 5:5 unentschieden nach Verlängerung, sodass Karpow aufgrund der besseren Platzierung im Vorturnier Weltmeister wurde.

### Die Trophée Immopar 1991 und 1992
Im November 1991 fand im Pariser Theâtre des Champs Elysées ein internationales Turnier im Schnellschach statt. Das vier Tage dauernde Turnier wurde mit der Musik des Begründers der französischen komischen Oper und Schachgenies François-André Danican Philidor eröffnet. Es traten 16 der namhaftesten Schachgroßmeister der Welt gegeneinander an, darunter Garri Kasparow, Anatoli Karpow, Jan Timman, Artur Jussupow, Nigel Short und Viswanathan Anand. Der Preisfonds betrug 1,2 Millionen Francs. Die Zuschauer konnten mittels in die Armlehnen der Sessel einmontierter Vorrichtungen ihre Zugvorschläge registrieren lassen. Für die meisten richtig vorhergesehenen Züge wurde als Preis ein Schachcomputer überreicht.
Der Sieger wurde im K.-o.-System ermittelt. Im Finale trafen Garri Kasparow und Jan Timman aufeinander. Timman gewann die erste der beiden Partien, während die zweite remis endete. Damit wurde Jan Timman Turniersieger des Jahres 1991.
Im Folgejahr ging Garri Kasparow erst im Blitzschach-Tiebreak als Sieger des Turniers hervor, nachdem es nach den beiden Schnellschach-Partien des Finales 1:1 gestanden hatte.
Der Preisfonds von 1,2 Millionen Francs zog die gesamte Weltelite an, weshalb die Trophée Immopar als ein Turnier zur Ermittlung des weltbesten Schnellschachspielers gesehen werden kann. Allerdings war beim dort angewandten K.-o.-System mit nur zwei Partien pro Runde der Glücksfaktor mit entscheidend. Dies trifft auch für die
FIDE-Schnellschach-Weltmeisterschaft 2003 zu.

### Der Intel-Grand-Prix 1994 und 1995
Der Intel-Grand-Prix der Professional Chess Association (PCA) war eine Serie bestehend aus vier Schnellschach-Turnieren innerhalb eines Jahres, deren Sieger jeweils im K.-o.-System ermittelt wurden. Austragungsorte waren die Weltmetropolen Moskau, New York, London und Paris. Als Gesamtsieger von vier Turnieren mit Weltbestbesetzung kann der Intel-Grand-Prix-Sieger als weltbester Schnellschach-Spieler des betreffenden Jahres betrachtet werden.
1994 hießen die Sieger der einzelnen Etappen Viswanathan Anand, Wladimir Kramnik, Wassyl Iwantschuk und Garri Kasparow. Gesamtsieger wurde Wladimir Kramnik. Ihm gelang im Moskauer Kreml ein respektabler Sieg gegen den damaligen Weltmeister Kasparow.
Im Intel-Grand-Prix 1995 hießen die Einzelsieger von Moskau, New York, London und Paris Wassyl Iwantschuk, Garri Kasparow, Michael Adams und wieder Garri Kasparow. Gesamtsieger wurde Garri Kasparow.

### Das Schnellschach-Festival in Cap d’Agde und die FIDE-Schnellschach-Weltmeisterschaft 2003
Das Schnellschachturnier in Cap d’Agde (Frankreich) begann zunächst einrundig in zwei Gruppen mit jeweils acht Teilnehmern. Die vier Bestplatzierten jeder Gruppe kamen ins Viertelfinale. Hier sowie im Halbfinale und Finale wurden jeweils nur zwei Partien gespielt. Bei einem Stand von 1:1 entschieden Blitzschach-Partien über das Weiterkommen.
In diesem Turnier waren die Spieler der engeren Weltspitze nur schwach vertreten. So nahmen beispielsweise am fünften Schnellschach-Festival 2002 in Cap d’Agde nur drei Spieler von den ersten 20 der Weltrangliste teil. Das Turnier gewann Boris Gelfand. Im Finale besiegte er Anatoli Karpow mit 2:0.
Im Jahre 2003 erkannte der Weltschachbund FIDE das Schnellschach-Turnier in Cap d’Agde, das nun zum sechsten Mal stattfand, als Schnellschach-Weltmeisterschaft an. Folglich waren neun der 16 Teilnehmer in den Top 10 der Weltrangliste vom Oktober 2003. Nach der Gruppenphase kam Viswanathan Anand mit einem geteilten dritten Platz ins Viertelfinale, wo er Ruslan Ponomarjow mit 1,5:0,5 bezwang. Das Finale erreichte er mit einem 1,5:0,5-Sieg im Blitzschach, nachdem die beiden Schnellschach-Partien keine Entscheidung gebracht hatten. Das andere Halbfinale gewann Wladimir Kramnik 2:0 gegen Alexander Grischtschuk. Im Finale errang Anand mit einem 1,5:0,5-Sieg über Kramnik den Schnellschach-Weltmeistertitel der FIDE.
In den Jahren 2004 und 2005 schrieb die FIDE erneut eine Schnellschachweltmeisterschaft aus, sie fand aber nicht statt. Stattdessen wurde ein knappes Jahr später (2006) das Schnellschach-Turnier der Chess Classic, das seit 2001 in Mainz ausgetragen wurde und bereits im Rufe einer inoffiziellen Schnellschach-Weltmeisterschaft stand, vom Finanzunternehmen Grenkeleasing öffentlich als Schnellschach-Weltmeisterschaft betitelt und gesponsert.
Das siebte Cap-d’Agde-Chess-Festival, das dann im selben Jahr einige Monate später stattfand, hatte nicht mehr den Status einer FIDE-Weltmeisterschaft. Wieder wiesen nur zwei der 16 Teilnehmer eine Elo-Zahl von über 2700 auf; auch fehlte mit dem Vorjahressieger der Weltmeister. Im Finale gewann der Elo-beste Teilnehmer, Teymur Rəcəbov, 1,5:0,5 gegen Sergei Karjakin.

### Die Chess Classic 1994–2010 und die Grenkeleasing-Schnellschach-Weltmeisterschaften 2006–2010
Ab 1994 wurde im Rahmen der Turnierreihe Chess Classic jedes Jahr ein Schnellschach-Turnier ausgetragen, bis zum Jahr 2000 in Frankfurt-West („Frankfurt Chess Classic“), von 2001 bis 2010 in Mainz („Chess Classic Mainz“). Die Turnierform im Schnellschach variierte über die Jahre hinweg. Oft hatte der Vorjahressieger seinen Titel nur gegen einen vom Veranstalter nach gewissen Kriterien ausgewählten, aber stets starken Gegner im Zweikampf zu verteidigen. Oft war dieser Zweikampf als „Duell der Weltmeister“ tituliert, einmal als „Duell der Geschlechter“, denn 2003 wurde Anand von der seit vielen Jahren mit Abstand stärksten Frau der Welt, Judit Polgár, herausgefordert. Dieses Duell bleibt unvergesslich, da es bis zum 3:3 noch ausgeglichen stand, vor allem aber, da alle acht Partien entschieden wurden. Am Ende siegte Anand 5:3.
Die Schnellschach-Sieger von Frankfurt und Mainz waren Alexei Schirow (1996), Viswanathan Anand (1997–1998, 2000–2008, elfmal!), Garri Kasparow (1999), Lewon Aronjan (2009) und Gata Kamsky (2010).
Im Jahre 2005 übernahm das Finanzunternehmen Grenkeleasing das Sponsoring des Schnellschachs bei der Chess Classic Mainz. 2005 hieß die gesponserte Schnellschach-Veranstaltung noch „Grenkeleasing Championship“. Man sprach aber schon von der Verteidigung des Weltmeistertitels seitens Anands, was bedeutet, dass Anand auch als Schnellschach-Weltmeister des Vorjahres, 2004, betrachtet wird. Ab 2006 wurde die Grenkeleasing-Meisterschaft endgültig als „Grenkeleasing Rapid World Championship“, also als Grenkeleasing-Schnellschach-Weltmeisterschaft ausgetragen. Das ist insofern gerechtfertigt, als Anand aufgrund seiner Schnellschach-Siegesserie bei der Chess Classic und zudem als Schnellschach-Weltmeister der FIDE unumstritten als bester Schnellschachspieler der Welt anerkannt war, der als solcher – entsprechend dem überlieferten Schachweltmeistertitel – seinen Titel nur gegen einen Herausforderer zu verteidigen hat. Dennoch wurde die Grenkeleasing-Schnellschach-Weltmeisterschaft ab 2007 wieder in einem Doppelrunden-Turnier von allerdings nur vier starken Teilnehmern ausgetragen, dem dann ein Final-Duell aus vier Partien folgte. Erst 2009 verlor Anand seinen Schnellschach-Weltmeistertitel an Lewon Aronjan, den dieser bereits 2010 an Gata Kamsky abgeben musste; allerdings wurde 2010 mangels Sponsoren der Schnellschach-Weltmeister als Sieger des „Grenke-Opens“ in einem 11-rundigen Schweizer System mit 701 Teilnehmern ermittelt. Das Grenke-Open entspricht dem Ordix-Open, das in vorangegangenen Jahren nur zur Ermittlung von Titel-Herausforderern diente. Nach 2010 fanden keine Chess-Classic-Turniere mehr statt, und seit 2012 organisiert wieder die FIDE die Schnellschach-Weltmeisterschaft zusammen mit der Blitzschachweltmeisterschaft.
Nach seinem FIDE-Schnellschach-Weltmeistertitel 2003 durfte sich Anand von 2006 bis Juli 2009 auch Grenkeleasing-Weltmeister im Schnellschach nennen. Jedoch geriet diese Weltmeisterschaft erst so nach und nach ins Bewusstsein der Öffentlichkeit. So wird Anand auf einer Chesstigers-Seite über seine Erfolge erst im Jahr 2007 als Grenkeleasing-Weltmeister im Schnellschach bezeichnet, während er 2006 nur Chess-Classic-Sieger im Zweikampf gegen Rəcəbov genannt wird. Auf einer indischen Seite wird er aber bereits ab dem Jahr 2006 als Grenkeleasing-Weltmeister im Schnellschach geführt, im Jahr 2005 aber noch als bloßer Chess-Classic-Sieger.
Heute wird der Schnellschachsieger von Mainz unabhängig vom Jahr, in dem die Chess Classic stattfand, als inoffizieller Schnellschach-Weltmeister bezeichnet. Die von Lewon Aronjan gewonnene Schnellschach-Weltmeisterschaft 2009 etwa wird 14. Grenkeleasing Rapid World Championship (14. Grenkeleasing-Schnellschach-Weltmeisterschaft) genannt, wobei sich die Nummer 14 nur auf das damals zum 13. Mal ausgetragene Schnellschachturnier der Chess Classic beziehen kann. Aussagen wie die vom 4. August 2008: „Viswanathan Anand ist zum neunten Mal in Folge Schnellschachweltmeister geworden“ bildeten 2008 die Schlagzeilen. Dabei ist sein Sieg bei der FIDE-Schnellschach-WM 2003 noch gar nicht mitgezählt.

### FIDE-Schnellschach-Weltmeisterschaften seit 2012
Seit 2012 organisiert wieder die FIDE die Ausrichtung der Schnellschach-Weltmeisterschaft, und zwar zusammen mit der Weltmeisterschaft im Blitzschach.
Erster FIDE-Schnellschach-Weltmeister der Nach-Chess-Classic-Ära wurde Sergei Karjakin. Im kasachischen Astana, wo die Weltmeisterschaft vom 1. bis zum 11. Juli 2012 ausgetragen wurde, konnte er den lange Zeit führenden Magnus Carlsen durch eine starke Leistung am dritten Turniertag (4,5 Punkte aus 5 Partien) überholen und blieb schließlich mit 11,5 Punkten aus 15 Partien einen Zähler vor Carlsen; dieser beendete das Turnier auf dem 2. Platz, gefolgt von Wesselin Topalow und Şəhriyar Məmmədyarov, die mit jeweils 9,5 Punkten den 3. und 4. Platz belegten.
Die zweite FIDE-Schnellschachweltmeisterschaft fand vom 6. bis 8. Juni 2013 in Chanty-Mansijsk statt. Nach zwei Turniertagen führte Jan Nepomnjaschtschi mit zwei Punkten Vorsprung. Am dritten Tag kam er aber nur noch auf 2 Punkte aus 5 Partien und musste Şəhriyar Məmmədyarov, der alle fünf Partien gewann und damit insgesamt auf 11,5 Punkte aus 15 Runden kam, noch vorbeiziehen lassen.

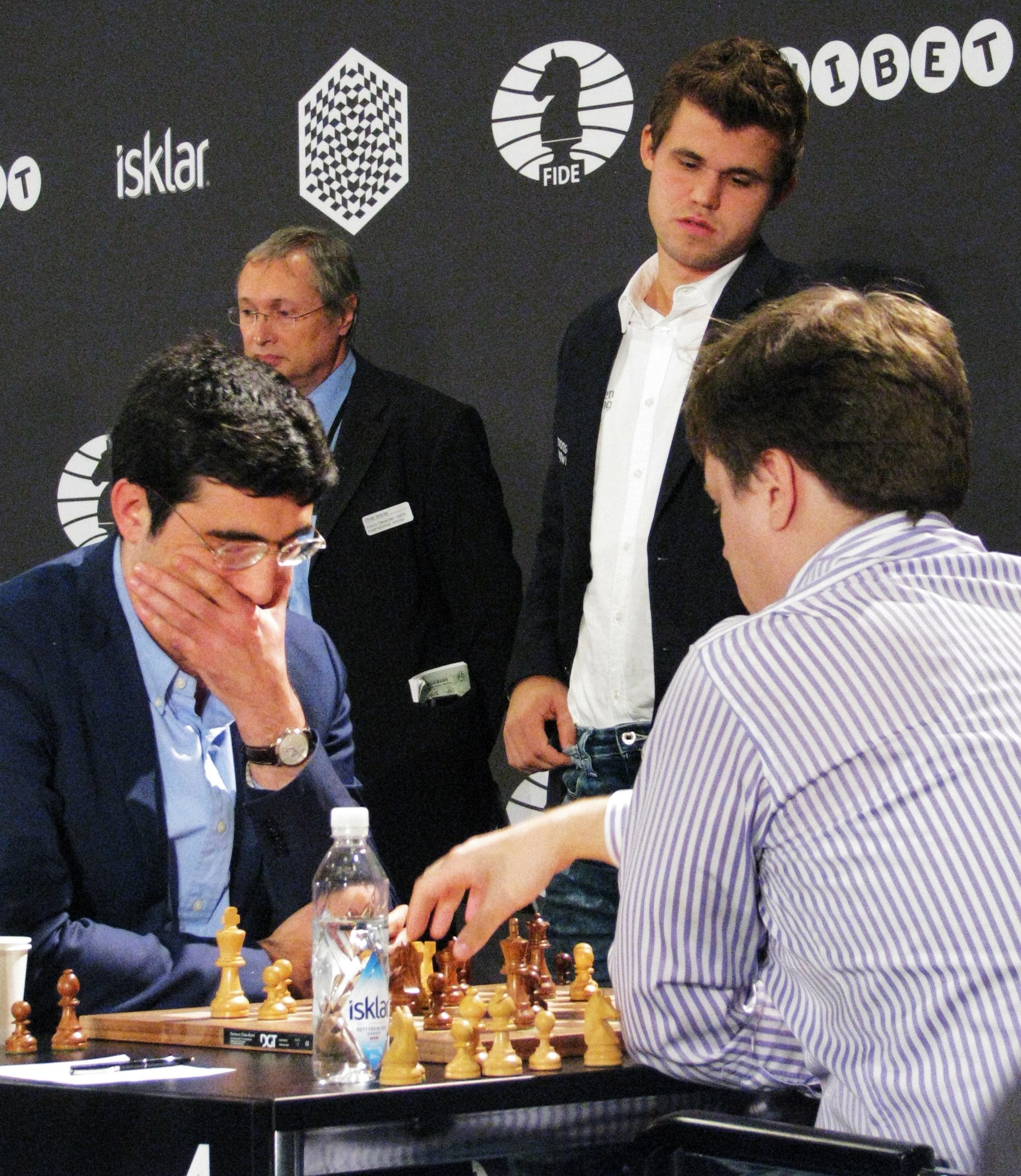
Carlsen nach erfolgreicher Titelverteidigung 2015 am Brett Kramnik vs. Botscharow

In Dubai 2014 wurde die Schnellschach-WM vom 6. bis 8. Juni ausgetragen. Nach dem ersten Tag gab es ein Führungstrio mit 4,5 Punkten aus fünf Partien, dem Nepomnjaschtschi, Caruana und Karjakin angehörten. Am Ende des zweiten Tages lag Carlsen, der u. a. die Partie gegen Caruana gewonnen hatte, mit 8 Zählern allein vorn, nun gefolgt von Aronjan mit 7,5 Punkten. Am Schlusstag verlor Carlsen mit Weiß die 12. Runde gegen Anand, der an allen drei Tagen verlustfrei blieb und nun wie Caruana an Carlsen vorbeizog. Nach zwei gewonnenen Partien und einem Remis in der Schlussrunde war Carlsen am Ende mit 11 Punkten Weltmeister, Caruana auf dem 2. und Anand auf dem 3. Platz, beide mit 10,5 Zählern, die auch von Aronjan und Morosewitsch erreicht wurden.
Bei den Schnell- und Blitzschachweltmeisterschaften 2015 in Berlin gelang Carlsen die Titelverteidigung als Schnellschachweltmeister an den drei Tagen vom 10. bis 12. Oktober. Nach Karjakins alleiniger Führung am ersten Tag mit 4,5 Punkten, arbeitete sich Carlsen, der insgesamt keine Partie verlor, am zweiten Tag gemeinsam mit Sjarhej Schyhalka (beide 8 Punkte) an die Spitze vor und besiegte diesen in der 11. Runde zu Beginn des dritten Tages. Am Ende der 15 Runden lag er mit 11,5 Punkten vor Nepomnjaschtschi und Teymur Rəcəbov mit jeweils 10,5 Zählern.

## Liste der Weltmeister und Sieger bestbesetzter Weltturniere im Schnellschach
Da man im Blick auf die Chess Classic nicht immer klar unterscheiden kann, ob oder ab wann die entsprechende Veranstaltung als Schnellschach-Weltmeisterschaft zu sehen ist, und da auch andere Turniere mit Weltbestbesetzung der Ermittlung des weltbesten Spielers dienten, wird in untenstehender Liste folgendermaßen unterschieden.
- Die Sieger von Turnieren, die von Anfang an als Weltmeisterschaften gekennzeichnet waren, sind im Fettdruck auf hellgrauem Hintergrund gelistet.
- Die Sieger derjenigen Chess-Classic-Turniere, die erst im Nachhinein als Weltmeisterschaften gesehen wurden, sind im Fettdruck ohne Hintergrundschattierung dargestellt.
- Die Sieger von Turnieren, die nie als Weltmeisterschaft gegolten haben, jedoch aufgrund ihrer Weltbestbesetzung in der Lage waren, den weltbesten Spieler zu ermitteln, sind im Normaldruck aufgelistet.

| Veranstaltung                          | Jahr | Ort                               | Weltmeister/ Turniersieger | Zahl der Teilnehmer | Turnier-Modus                                                     | Ergebnis-Kurzfassung und ggf. Finalgegner |
| Aktivschach- Weltmeisterschaft         | 1988 | Mazatlán                          | Anatoli Karpow             | 61                  | 13 Runden im Schweizer System, K.-o.-System der 8 Bestplatzierten | 5:5 n. V. gegen Gawrikov, bessere Platzierung im Vorturnier für Karpow |
| 1. Trophée Immopar                     | 1991 | Paris                             | Jan Timman                 | 16                  | K.-o.-System, 2 Partien pro K.-o.-Runde                           | 1,5:0,5 gegen Kasparow |
| 2. Trophée Immopar                     | 1992 | Paris                             | Garri Kasparow             | 16                  | K.-o.-System, 2 Partien pro K.-o.-Runde                           | 1:1 gegen Anand, dann 2:0 im Blitzschach |
| 1. Intel Grand Prix (PCA-Turnierserie) | 1994 | Moskau New York City London Paris | Wladimir Kramnik           |                     | K.-o.-System in jedem der 4 Turniere                              | Einzelsieger: Anand, Kramnik, Iwantschuk, Kasparow |
| 2. Intel Grand Prix (PCA-Turnierserie) | 1995 | Moskau New York City London Paris | Garri Kasparow             |                     | K.-o.-System in jedem der 4 Turniere                              | Einzelsieger: Iwantschuk, Kasparow, Adams, Kasparow |
| 1. Schnellschach-WM der Chess Classic  | 1996 | Frankfurt am Main                 | Alexei Schirow             | 4                   | Doppelrunde, dann Finale der beiden Bestplatzierten               | |
| 2. Schnellschach-WM der Chess Classic  | 1997 | Frankfurt am Main                 | Viswanathan Anand          | 4                   | Doppelrunde, dann Finale der beiden Bestplatzierten               | 3:1 gegen Karpow |
| 3. Schnellschach-WM der Chess Classic  | 1998 | Frankfurt am Main                 | Viswanathan Anand          | 4                   | Doppelrunde, dann Finale der beiden Bestplatzierten               | 5:4 gegen Kramnik nach „Sudden Death“ |
| 4. Schnellschach-WM der Chess Classic  | 1999 | Frankfurt am Main                 | Garri Kasparow             | 4                   | Vierfachrunde (ohne Finale)                                       | |
| 5. Schnellschach-WM der Chess Classic  | 2000 | Frankfurt am Main                 | Viswanathan Anand          | 6                   | Doppelrunde (ohne Finale)                                         | |
| 6. Schnellschach-WM der Chess Classic  | 2001 | Mainz                             | Viswanathan Anand          | 2                   | Duell über 10 Partien                                             | 5:5 gegen Kramnik, dann 1,5:0,5 im Blitzschach |
| 7. Schnellschach-WM der Chess Classic  | 2002 | Mainz                             | Viswanathan Anand          | 2                   | Duell über 8 Partien                                              | 4,5:3,5 gegen Ponomarjow |
| 8. Schnellschach-WM der Chess Classic  | 2003 | Mainz                             | Viswanathan Anand          | 2                   | Duell über 8 Partien                                              | 5:3 gegen Polgár (kein einziges Remis) |
| FIDE-Schnellschach- Weltmeisterschaft  | 2003 | Cap d’Agde                        | Viswanathan Anand          | 16                  | 2 Gruppen, einrundig; K.-o.-System der jeweils 4 Bestplatzierten  | 1,5:0,5 gegen Kramnik |
| 9. Schnellschach-WM der Chess Classic  | 2004 | Mainz                             | Viswanathan Anand          | 2                   | Duell über 8 Partien                                              | 5:3 gegen Schirow (entschieden nach 4,5:2,5) |
| 10. Schnellschach-WM der Chess Classic | 2005 | Mainz                             | Viswanathan Anand          | 2                   | Duell über 8 Partien                                              | 5:3 gegen Grischtschuk (entschieden nach 5:2) |
| 11. Schnellschach-WM der Chess Classic | 2006 | Mainz                             | Viswanathan Anand          | 2                   | Duell über 8 Partien                                              | 5:3 gegen Rəcəbov |
| 12. Schnellschach-WM der Chess Classic | 2007 | Mainz                             | Viswanathan Anand          | 4                   | Doppelrunde, dann Finale der beiden Bestplatzierten               | 2,5:1,5 gegen Aronjan |
| 13. Schnellschach-WM der Chess Classic | 2008 | Mainz                             | Viswanathan Anand          | 4                   | Doppelrunde, dann Finale der beiden Bestplatzierten               | 3:1 gegen Carlsen (entschieden nach 2,5:0,5) |
| 14. Schnellschach-WM der Chess Classic | 2009 | Mainz                             | Lewon Aronjan              | 4                   | Doppelrunde, dann Finale der beiden Bestplatzierten               | 3:1 gegen Nepomnjaschtschi (entschieden nach 2,5:0,5) |
| 15. Schnellschach-WM der Chess Classic | 2010 | Mainz                             | Gata Kamsky                | 701                 | Schweizer System 11 Runden                                        | 1. Kamsky: 10; 2. Həşimov: 9,5; 3. Aronjan: 9,5; 4. Barejew: 9,5 |
| FIDE-Schnellschach- Weltmeisterschaft  | 2012 | Astana                            | Sergei Karjakin            | 16                  | Rundenturnier                                                     | 1. Karjakin: 11,5; 2. Carlsen: 10,5; 3. Topalow: 9,5; 4. Məmmədyarov: 9,5 |
| FIDE-Schnellschach- Weltmeisterschaft  | 2013 | Chanty-Mansijsk                   | Şəhriyar Məmmədyarov       | 58                  | Schweizer System 15 Runden                                        | 1. Mamedyarov: 11,5; 2. Nepomnjaschtschi: 11; 3. Grischuk: 10,5; 4. Lê: 10 |
| FIDE-Schnellschach- Weltmeisterschaft  | 2014 | Dubai                             | Magnus Carlsen             | 113                 | Schweizer System 15 Runden                                        | 1. Carlsen: 11; 2. Caruana: 10,5; 3. Anand: 10,5; 4. Aronjan: 10,5; 5. Morosewitsch: 10,5 |
| FIDE-Schnellschach- Weltmeisterschaft  | 2015 | Berlin                            | Magnus Carlsen             | 158                 | Schweizer System 15 Runden                                        | 1. Carlsen: 11,5; 2. Nepomnjaschtschi: 10,5; 3. Rəcəbov: 10,5; 4. Domínguez: 10,5; 5. Botscharow: 10                                                                                                 |
| FIDE-Schnellschach- Weltmeisterschaft  | 2016 | Doha                              | Wassyl Iwantschuk          | 106                 | Schweizer System 15 Runden                                        | 1. Iwantschuk: 11; 2. Grischtschuk: 11; 3. Carlsen: 11. Iwantschuk Sieger nach Wertung |
| FIDE-Schnellschach- Weltmeisterschaft  | 2017 | Riad                              | Viswanathan Anand          | 134                 | Schweizer System 15 Runden                                        | 1. Anand: 10,5; 2. Fedossejew: 10,5; 3. Nepomnjaschtschi: 10,5. Anand Sieger nach Stichkampf gegen Fedossejew, Nepomnjaschtschi nach Wertung auf dem 3. Platz                                        |
| FIDE-Schnellschach- Weltmeisterschaft  | 2018 | Sankt Petersburg                  | Daniil Dubow               | 204                 | Schweizer System 15 Runden                                        | 1. Dubow: 11; 2. Məmmədyarov: 10,5; 3. Nakamura: 10,5; 4. Artemjew: 10,5; 5. Carlsen: 10,5. |
| FIDE-Schnellschach- Weltmeisterschaft  | 2019 | Moskau                            | Magnus Carlsen             | 207                 | Schweizer System 15 Runden                                        | 1. Carlsen: 11,5; 2. Firouzja: 10,5; 3. Nakamura: 10,5; 4. Artemjew: 10,5. Firouzja spielte unter der Flagge der FIDE, da es iranischen Spielern verboten ist, gegen israelische Spieler anzutreten. |
| FIDE-Schnellschach- Weltmeisterschaft  | 2021 | Warschau                          | Nodirbek Abdusattorov      | 176                 | Schweizer System 13 Runden                                        | 1. Abdusattorov 9,5; 2. Nepomnjaschtschi: 9,5; 3. Carlsen: 9,5; 4. Caruana: 9,5. Abdusattorov Sieger nach Stichkampf gegen Nepomnjaschtschi                                                          |
| FIDE-Schnellschach- Weltmeisterschaft  | 2022 | Almaty                            | Magnus Carlsen             | 178                 | Schweizer System 13 Runden                                        | 1. Carlsen: 10; 2. Keymer: 9,5; 3. Caruana: 9,5; 4. Dubow: 9 |
| FIDE-Schnellschach- Weltmeisterschaft  | 2023 | Samarqand                         | Magnus Carlsen             | 202                 | Schweizer System 13 Runden                                        | 1. Carlsen: 10; 2. Fedossejew: 9,5; 3. Yu Yangyi: 9 |
| FIDE-Schnellschach- Weltmeisterschaft  | 2024 | New York City                     | Wolodar Mursin             | 180                 | Schweizer System 13 Runden                                        | 1. Mursin: 10; 2. Grischtschuk: 9,5; 3. Nepomnjaschtschi: 9 |